# USS Colorado (BB-45)
Pour les autres navires du même nom, voir USS Colorado.
L’USS Colorado (BB-45) était un cuirassé de la marine américaine, navire de tête de la classe Colorado.

## Histoire du service
En 1937, il participa aux recherches de l'aviatrice Amelia Earhart, disparue le 2 juillet, envoyant notamment ses hydravions reconnaître les îles Phoenix. C'est sur la foi du rapport de son commandant que la Marine américaine conclut qu'Amelia Earhart n'avait pas trouvé refuge dans ces îles, après qu'elle eut manqué le rendez-vous fixé à l'île Howland.
Il participa à la Seconde Guerre mondiale, où il offrit un soutien naval aux soldats US durant la bataille du golfe de Leyte en octobre 1944.
En janvier 1945, il participa aux bombardements de pré-invasion de l'île de Luçon. Il fait alors partie du Battleship Squadron 1. Il sera retiré du service en 1947 et démoli en 1959.